# Beby Chaesara Anadila
Beby Chaesara Anadila, née le 18 mars 1998 à Bandung, est une chanteuse et danseuses indonésienne, ancienne membre du groupe JKT48 de 2011 à 2021.

## Discographie

### Avec JKT48
- Heavy Rotation (album JKT48) (id) (2013)
- Mahagita (id) (2016)
- JKT48 Festival Greatest Hits (id) (2017)